# Машина для чеканки с коленчатым рычагом
"О завершении строительства 200-й чеканочной машины в 1876 году / 
В память об изобретении Д:Ульхорном в 1817 году чеканного станка с рычажным приводом".
(Виттиг, Гревенброх 1876, 41,5 мм, позолоченная бронза)
Машина для чеканки с коленчатым рычагом — станок для чеканки монет, в котором круговое движение махового колеса преобразуется в вертикальное движение верхнего штемпеля посредством коленчатого рычага. При этом возможна существенная деформация, ограниченная только прочностью деталей станка. Машина была изобретена И. А. Неведомским в Петербурге в 1810—1811 годах и Д. Ульхорном в Гревенбройхе-на-Рейне в 1817 году.
Машина Ульхорна обеспечивала довольно высокий уровень автоматизации. В ней была обеспечена автоматическая подача монетных пластин под штемпель и автоматический выброс готовых монет. При отсутствии пластины машина автоматически отключалась. На случай подачи более, чем одной пластины, существовал механизм, не допускающий перегрузки. Также была обеспечена автоматическая подача и удаление гуртильного кольца. В случае отключения станка чеканящий механизм немедленно останавливался.
Применённая в машине технология позволила повысить производительность труда и обеспечить возросшую потребность в деньгах, обусловленную ростом товарного производства. В 1820 машина с коленчатым рычагом была установлена на Берлинском монетном дворе, в 1829 году — в Лондоне, а в 1834-м — в Праге.
Станок Ульхорна имел производительность до 70 монет в минуту. Современные машины с коленчатым рычагом позволяют чеканить до 100—200 монет в минуту.